# Costa d'Amalfi Tramonti rosso riserva
Il Costa d'Amalfi Tramonti rosso riserva è un vino DOC la cui produzione è consentita nella provincia di Salerno.

## Caratteristiche organolettiche
- colore: rubino più o meno intenso
- odore: vinoso
- sapore: asciutto, di medio corpo, giustamente tannico

## Produzione
Provincia, stagione, volume in ettolitri
- nessun dato disponibile